# Uno Moring
Uno Viktor Moring, född 4 februari 1884 i Helsingfors, död 19 augusti 1937 i Övermark, var en finländsk lärare och komponist.
Moring utexaminerades 1906 från Nykarleby seminarium och var folkskollärare i Övermark från 1909 till 1924. Han emigrerade då till USA, men återvände nio år senare. Han är främst känd för sin tonsättning av Emil Wichmanns Österbotten och Arvid Mörnes Hymn till Nyland. 